# Санитетска кола Јаромира фон Мундија
Санитетска кола др Јана Мундија су запрежно санитетско-траснспортно средство намењено за превоз рањеника и медицинског особља које је први пут примењено у Кнежевини Србији у време Првог српско-турског рата, вођеног од 1876 до 1878. године. За оно време а и много деценија касније, у миру и ратовима који су вођени на узаврелом Балканском полуострву до завршетка Великог рата овакав начин збрињавања настрадалих још дуго је био неопходан.

## Историја
Санитетска запрежна кола др Јаромира Мундија, добила су овај назив по њиховом изумитељу др Јаромиру фон Мундију, великом чешком хуманисти свог доба, који је живео у 19. веку. Као учесник ратова широм Европе, пре свега и првенствено у улози лекара, др Јаромир се несебично бринуо о рањеницима и за то добио бројна признања. Као веома уважен стручњак, у неколико наврата сретао се и измењивао искуства и са српском медицином и нашим лекарима.
На почетку Првог српско-турски рат, Мунди је на позив српски лекар, дошао у Србију и ставио се на располагање српској Врховној команди, од које је постављен за инспектора свих иностраних медицинских мисија, изузев руских, како би својим знањем и искуством помогао српском војном санитету, који у то време у својим редовима није имао довољно лекара и другог санитетског особља. Тада је др Мунди, прво, предложио употребу санитетских запрежних транспортних кола, по његовом нацрту, а потом, нешто касније, за време Српско-бугарског рата на његову иницијативу у Нишу је у железничкој радионици настаопрви санитетски воз за масовнији и комфорнији превоз рањеника, јер је у међубвремену Краљевина Србија изградила и железничку инфраструктуру. 
По завршетку рата, група београдских лекара за доприносе др Мундија српском санитету у ратовима које је водила Србија, предложила је свог бечког колегу, барона Јаромира Мундија за почасног члана Српског лекарског друштва.

## Конструкција санитетских кола
Санитетска кола др Јана Мундија била тако су конструисана до су омогућевала најповољнији начин транспорт рањеника по тадашњим разлоканом и блатњавим српским путевима и на ратишту. Димензије точкова на колима прилагођене су кретању ван путева. Удобност рањеника, кочијаша и помоћника обезбеђивало је седам лиснатих опруга (амортизера). 
Унутрашњост кочије прилагођена је за транспорт два лежећи рањеника или за хитне медицинске третмане. До висине прозора кочије су била обложена поцинкованим лимом са падом ка вратима ради лакшег одржавања. 
Дужина кола је била само 3,07 m, и то са посебан разлог: како би било могуће много лакше савладавање прелаза ровова и веома компликованог терена на ратишту.

## Санитетска кола др Јана Мундија као музејски експонат
Један од ретких сачуваних примерака Мундијевих санитетских кола у Србији стар преко 150 година, коришћен за транспорту рањеника, на тлу зараћене Кнежевине и Краљевине Србије, пронађен је у Дечјем позоришту у Кикинди. Кочија, која је дана у у идеалном стању, и након урађене само неопходних конзерваторских интервенције, данас се налази, као део музејске збирке у Музеја науке и технике у Београду.
Као музејски експонат ова кола, својим изгледом, функционалношћу и богатом прошлошћу подсећају бројне будуће генерације здравствених радника на бројне војне сукобе воћене на простору Србије с краја 19. и с почетка 20. века и значај брзог и што удобнијег транспорта рањеника, за ту намену специјално конструисаних средстава, попут овог.